# Nossa Senhora da Apresentação de Natal
Nossa Senhora da Apresentação é uma imagem de Nossa Senhora do Rosário na cidade do Natal. 
Ela é a santa padroeira da Cidade e da Província Eclesiástica de Natal (Arquidiocese de Natal, Diocese de Mossoró e Diocese de Caicó). 
Recebeu esse nome por ter sido encontrada nas águas do Rio Potengi no dia da Apresentação de Maria ao Templo de Jerusalém, 21 de novembro, que é feriado municipal em Natal.
Seus festejos se estendem desde 11 até 21 de novembro, com missas e celebrações, principalmente, na Pedra do Rosário (onde a imagem foi encontrada), na Igreja Matriz de Nossa Senhora da Apresentação (Concatedral) e na Catedral Metropolitana.

## História

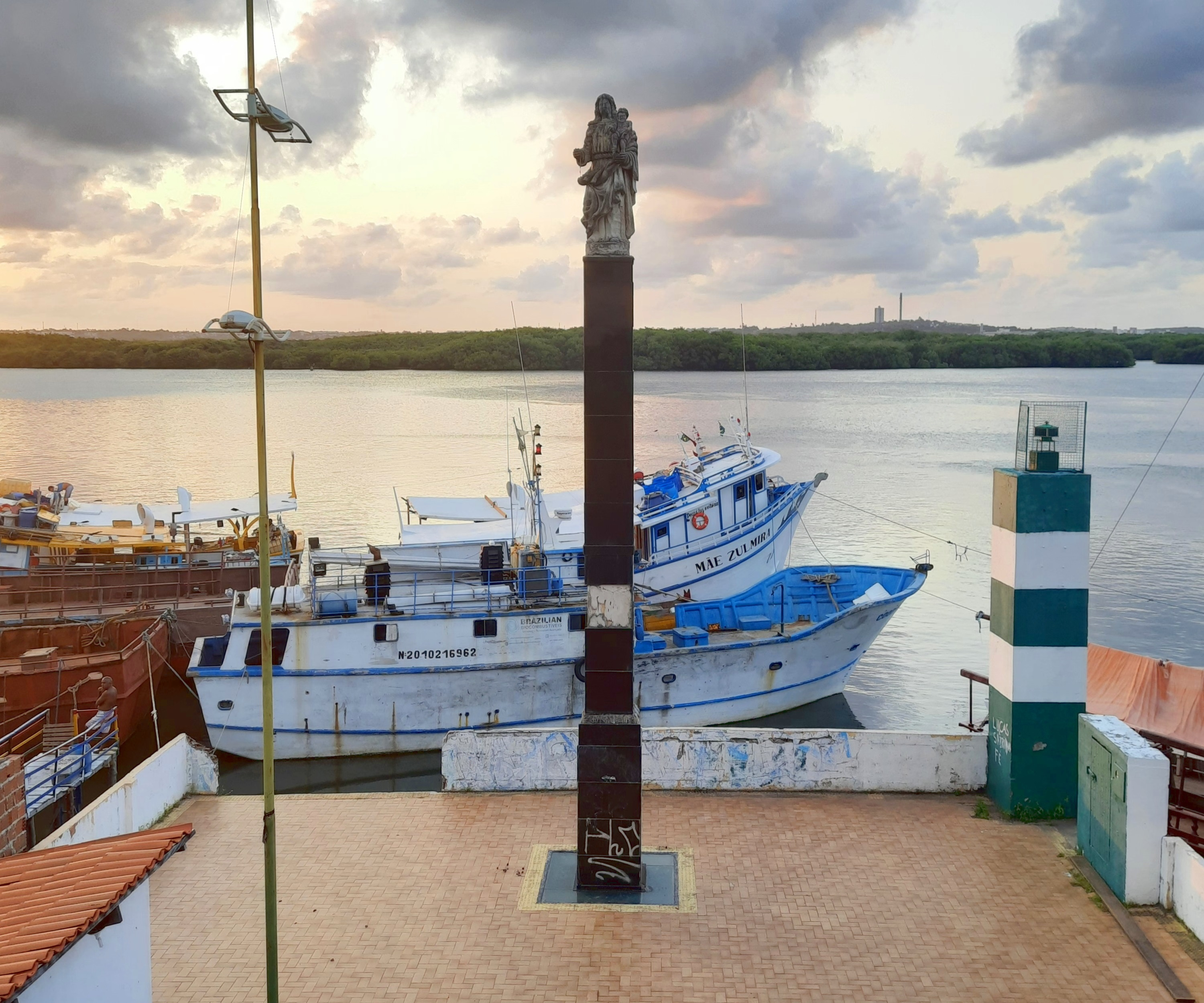
A imagem de Nossa Senhora da Apresentação na Pedra do Rosário e, ao fundo, o Rio Potengi

Diz a tradição que, em 21 de novembro de 1753, um grupo de pescadores encontrou um caixote de madeira encalhado em umas rochas na margem direita do Rio Potengi, na frente à Igreja do Rosário, na atual Pedra do Rosário, em Natal, no Rio Grande do Norte. Dentro do caixote, havia uma imagem de Nossa Senhora do Rosário e uma mensagem: Aonde esta imagem aportar, nenhuma desgraça acontecerá.
Os pescadores avisaram sobre a descoberta ao pároco da paróquia, padre Manoel Correia Gomes, que se dirigiu ao local e logo reconheceu que se tratava de uma imagem de Nossa Senhora do Rosário. Porém, como o dia 21 de novembro é o dia da Apresentação de Maria ao Templo de Jerusalém, a santa foi batizada como Nossa Senhora da Apresentação e proclamada padroeira da cidade do Natal. A Catedral Antiga de Natal - Igreja Matriz de Nossa Senhora da Apresentação, localiza-se na Praça André de Albuquerque. Lá, no dia 25 de dezembro de 1599, foi celebrada a primeira missa na cidade, pelo padre Gaspar Moperes.
O Papa Pio XII, de venerável memória, expediu a Bula "Quae mortalibus", a 17 de novembro de 1953. No documento, o Papa autorizou a coroação canônica da imagem de Nossa Senhora da Apresentação, proclamando-a como Rainha-Padroeira da Província Eclesiástica de Natal. (Arquidiocese de Natal, Diocese de Mossoró e Diocese de Caicó). 
A solene coroação aconteceu no dia 21 de novembro de 1953, nas festas do bicentenário da aparição da Imagem, com a presença do Arcebispo Metropolitano de Natal e dos bispos das dioceses sufragâneas: Mossoró e Caicó. 